# Pseudobrachypeza
Pseudobrachypeza är ett släkte av tvåvingar som beskrevs av Risto Kalevi Tuomikoski 1966. Pseudobrachypeza ingår i familjen svampmyggor.
Kladogram enligt Catalogue of Life och Dyntaxa:
| Pseudobrachypeza | \| \| Pseudobrachypeza bulbosa \| \| \| \| \| \| Pseudobrachypeza floralis \| \| \| \| \| \| Pseudobrachypeza helvetica \| \| \| \| |
|                  | \| \| Pseudobrachypeza bulbosa \| \| \| \| \| \| Pseudobrachypeza floralis \| \| \| \| \| \| Pseudobrachypeza helvetica \| \| \| \| |
|                  | Pseudobrachypeza bulbosa |
|                  | |
|                  | Pseudobrachypeza floralis |
|                  | |
|                  | Pseudobrachypeza helvetica |
|                  | |